# Station Cuddington
Cuddington is een spoorwegstation van National Rail in Cuddington, Cheshire West and Chester in Engeland. Het station is eigendom van Network Rail en wordt beheerd door Northern Rail. Het station is geopend in 1869.